# Tschriet (Gemeinde Weitensfeld im Gurktal)
Tschriet ist eine Ortschaft in der Gemeinde Weitensfeld im Gurktal im Bezirk St. Veit an der Glan in Kärnten. Die Ortschaft hat 19 Einwohner (Stand 1. Jänner 2024).

## Lage
Tschriet liegt im Gurktal, im Nordwesten der Gemeinde Weitensfeld, auf dem Gebiet der Katastralgemeinde Altenmarkt, am linken Hang des vom Mödringbach durchflossenen Zauchwinkelgrabens.
Zur Ortschaft gehörend die Höfe Zauchner-Hube (früher Lassnig, Nr. 1), Tschriet-Hube (Nr. 2) und Kautzer (Nr. 5). Die Ossacher-Keusche hingegen ist im 20. Jahrhundert aufgegeben worden.

## Geschichte
1326 wird Schrietes erwähnt. Der Name leitet sich vom slowenischen čret ab, das Sumpfwald bedeutet.
Bei Gründung der Ortsgemeinden Mitte des 19. Jahrhunderts kam Tschriet an die Gemeinde Weitensfeld. 
Bei der Kärntner Gemeindestrukturreform von 1973 kam Tschriet an die damals neu errichtete Gemeinde Weitensfeld-Flattnitz, bei deren Auflösung 1991 wieder zur Gemeinde Weitensfeld im Gurktal.

## Bevölkerungsentwicklung
Für die Ortschaft ermittelte man folgende Einwohnerzahlen:
- 1869: 4 Häuser, 15 Einwohner[5]
- 1880: 4 Häuser, 15 Einwohner[6]
- 1890: 4 Häuser, 29 Einwohner[7]
- 1900: 4 Häuser, 27 Einwohner[8]
- 1910: 4 Häuser, 30 Einwohner[9]
- 1923: 4 Häuser, 28 Einwohner[10]
- 1934: 29 Einwohner[11]
- 1961: 4 Häuser, 27 Einwohner[12]
- 2001: 3 Gebäude (davon 3 mit Hauptwohnsitz) mit 4 Wohnungen; 18 Einwohner und 1 Nebenwohnsitzfall; 4 Haushalte; 0 Arbeitsstätten, 3 land- und forstwirtschaftliche Betriebe[13]
- 2011: 3 Gebäude, 11 Einwohner, 3 Haushalte, 0 Arbeitsstätten[14]
- 2021: 3 Gebäude, 16 Einwohner, 6 Haushalt, 2 Arbeitsstätten[15]